# مخيخ
المُخَيخ (اللاتينيّة: Cerebellum والتي تعني «الدماغ الصغير») مَعَلمٌ رئيسيّ في الدماغ الخلفيّ لجميع الفقاريات. على الرغم من أنه عادةً أصغر من المخ، إلا أنه في بعض الحيوانات كالأسماك القنومية قد يكون كبيراً كالمخ أو أكبر حتَّى. عند البشر يلعب المخيخ دوراً هاماً في التحكُّم الحركيّ وقد يكون أيضاً مشتركاً في بعض الوظائف المعرفيّة كالانتباه واللغة وكذلك في تنظيم استجابات الرضا والخوف، ولكن وظائفه المرتبطة بالحركة هي الأكثر رسوخاً. لا يبدأ المخيخ البشريّ الحركة، ولكنه يساهم في تنسيقها ودقتها وإحكام التوقيت: يتلقى المُدخَلات من الأجهزة الحسيّة للحبل الشوكيّ ومن أجزاء الدماغ الأخرى، ومن ثُمَّ يقوم بإجراء بعض التعديلات على هذه المُدخَلات ليصقل النشاط الحركيّ. تؤدِّي الأذية المخيخيّة إلى اضطرابات في الحركة الدقيقة والتوازن ووضعيّة الجسد وتعلُّم الحركات عند البشر.

تشريحيَّاً، يبدو المخيخ البشريّ بنيةً منفصلةً ولكنه مرتبط بقاع الدماغ، ومتوضّع تحت نصفي الكرة المخيّة، سطحه القشريّ مُغطَّى بأتلام موازية متباعدة بشكل دقيق، وهو ما يناقض بشكل لافت التلافيف المخيّة غير المنتظمة الواسعة. تخفي هذه الأتلام الموازية حقيقةَ أن القشرة المخيخيّة هي في الواقع طبقة رقيقة مستمرة من النسيج المُطَوَّى بإحكام بنموذج الأكورديون. داخل هذه الطبقة الرقيقة عدة أنماط من العصبونات بترتيب عالي التنظيم، وأهم هذه الأنماط هي خلايا بركنجي والخلايا الحُبيبيّة. يُعطي هذا التنظيم العصبيّ المُعَقَّد المخيخ قدرةً كبيرة على مُعالجة الإشارات، ولكن كل مُخرجات القشرة المخيخيّة تقريباً تمر عبر مجموعة من النوى الصغيرة المُمتَدّة في المادة البيضاء داخل المخيخ.

بالإضافة إلى دورها المباشر في التحّكم الحركيّ، فإن المخيخ ضروريّ أيضاً لعدة أنماط من التعلُّم الحركيّ، وأبرزها تَعَلُّم التكيُّف مع التغيُّرات في العلاقات الحسيّة الحركيّة. طُورت العديد من النماذج النظريّة لشرح المعايرة الحسيّة الحركيّة من حيث اللدونة المشبكية داخل المخيخ. اِشتُقَّت هذه النماذج من تلك التي وضعها دافيد مار وجايمس ألبوس، اعتماداً على ملاحظة أن كل خلية بركنجي مخيخيّة تتلقّى نوعين مختلفين بشكل كبير من المُدخلات: أحدهما يتركب من آلاف المُدخلات الضعيفة من الألياف الموازية من الخلايا الحبيبية، أما الأخرى هي مُدخل قوي جداً من ليف مُتَسَلِّق واحد. المبدأ الأساسيّ في نظريّة مار-ألبوس أن الليف المُتَسلِّق يخدم كـ«إشارة تعليم»، تتضمَّن تغير طويل الأمد في قوة مدخلات الألياف الموازية. دعمت ملاحظات الانخفاض طويل الأمد في مدخلات الألياف الموازية نظريات من هذا النوع، ولكن صلاحيتها لا تزال مثار للجدل.

## البنية
في مستوى التشريح العيانيّ، يتألف المخيخ من طبقة من القشرة مُطَوَّاة بإحكام، مع مادة بيضاء تحتها وبُطين مليء بالسائل في قاعدتها. تنطمر داخل المادة البيضاء أربع نوى مخيخيّة عميقة. يتألف كل جزء من القشرة من مجموعة عناصر عصبونيّة ذاتها، أي أن القشرة المخيخيّة ذات هندسة نسيجيّة مُتجانسة. في أي مستوى متوسط، يمكن فصل المخيخ وبناء الملحقة إلى مئات حتى ألف وحدة وظيفيّة مستقلة تُدعى هذه الوحدات «مناطق دقيقة» "microzones" أو «حجرات دقيقة» "microcompartments".
| جهاز عصبي مركزي | دماغ      | دماغ أمامي | الدماغ الانتهائي (المخ)                                                                  | دماغ شمي Rhinencephalon، أميغدالا = لوزة عصبية Amygdala، حصين، قشرة جديدة، بطينات جانبية                      | دماغ شمي Rhinencephalon، أميغدالا = لوزة عصبية Amygdala، حصين، قشرة جديدة، بطينات جانبية                      |
| جهاز عصبي مركزي | دماغ      | دماغ أمامي | دماغ بيني                                                                                | مهيد Epithalamus، مهاد، الوطاء أو تحت المهاد، مهاد تحتاني Subthalamus، غدة نخامية، غدة صنوبرية، البطين الثالث | مهيد Epithalamus، مهاد، الوطاء أو تحت المهاد، مهاد تحتاني Subthalamus، غدة نخامية، غدة صنوبرية، البطين الثالث |
| جهاز عصبي مركزي | دماغ      | دماغ متوسط | سقف (تشرح عصبي) Tectum، سويقة مخية Cerebral peduncle، برتيكتوم Pretectum، المسال الدماغي | سقف (تشرح عصبي) Tectum، سويقة مخية Cerebral peduncle، برتيكتوم Pretectum، المسال الدماغي                      | |
| جهاز عصبي مركزي | دماغ      | دماغ خلفي  | دماغ تالي                                                                                | المخيخ، الجسر                                                                                                 | |
| جهاز عصبي مركزي | دماغ      | دماغ خلفي  | دماغ بصلي                                                                                | النخاع المستطيل                                                                                               | |
| جهاز عصبي مركزي | نخاع شوكي |            |                                                                                          | | |

### التشريح العياني

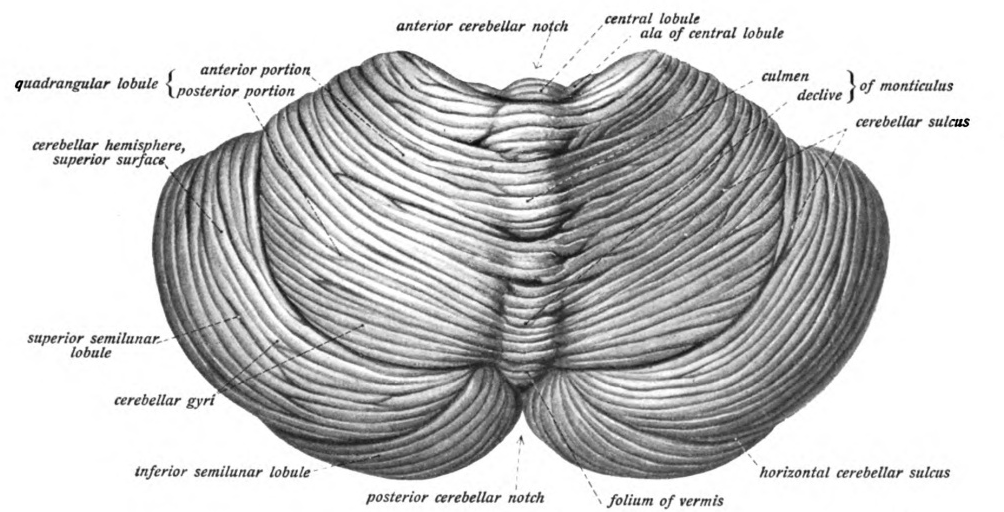
منظر للمخيخ من الأعلى والخلف

يقع المخيخ في الحفرة القحفيّة الخلفيّة ويتوضع البطين الرابع والجسر والبصلة في مقدمة المخيخ. ينفصل المخيخ عن المخ الواقع فوقه بواسطة طيّة من الأم الجافية، تُدعى هذه الطيّة الخيمة المُخيّة، وبناءاً على ذلك تعبر كل اتصالات المخيخ بأجزاء الدماغ الأخرى عبر الجسر. يُصنِّف علماء التشريح المخيخَ كجزء من الدماغ التالي metencephalon، والذي يشمل أيضاً الجسر، جديرٌ بالذكر أن الدماغ التالي جزء من الدماغ الخلفيّ rhombencephalon. كما هو الحال في القشرة المُخيّة، يُقسم المخيخ إلى نصفي كرة مخيخيّة، إضافةً إلى منطقة متوسطة ضيّقة (الدودة). تُستخدم مجموعة كبيرة من الطيّات، حسب ما اِتُفق عليه، تُستخدم لتقسيم بنية المخيخ الكليّة إلى 10 «فُصَيصَات» أصغر. نظراً لعدد الخلايا الحُبيبيّة الكبير الموجود في المخيخ، يعتبر المخيخ البنية التي تحتوي على أكبر عدد من العصبونات، أكثر من كل البُنى الدماغيّة الأخرى، ولكنها تشغل أقل من 10 بالمئة من حجم الدماغ فقط. يرتبط عدد العصبونات في المخيخ بعدد العصبونات في القشرة الحديثة. يحتوي المخيخ عصبونات تُقارب 3.6 أضعاف عدد تلك الموجودة في القشرة الحديثة، وهذه النسبة مُحافظٌ عليها عبر الأنواع المختلفة من الثدييات.

يُخفي مظهر السطح غير المُعتاد للمخيخ حقيقةَ أن مُعظم حجم المخيخ يتكوّن من طبقة مُطوَّاة بإحكام شديد من المادة الرماديّة، أو القشرة المخيخيّة. كل تبارز أو تلفيف في هذه الطبقة يُدعى ورقة folium. تشير التقديرات إلى أن القشرة المخيخيّة البشريّة فيما إذا كانت غير مُطوَّاة، بشكل كامل، فستعطي طبقة من النسيج العصبي تقيس 1 متر طولاً و5 سم عرضاً (بالمتوسّط)، وستعطي بهذا مساحة تُقدَّر بـ 500 سم مربَّع، ولكنها بهذا التطوِّي تنحصر ضمن حيّز حجميّ أبعاده 6 سم × 5 سم × 10 سم. تحت المادة الرماديّة للقشرة المخيخيّة تتوضَّع المادة البيضاء، وتتألف المادة البيضاء بشكل كبير من ألياف عصبيّة مُغمَّدة بالميالين التي تنبثق من وإلى القشرة. تُدعى المادة البيضاء أحياناً بشجرة الحياة، بسبب شكل الألياف القريب من شكل أغصان الشجرة في المقاطع العرضيّة. ينطمر داخل المادة البيضاء نوى مخيخيّة من المادة الرماديّة داخل المادة البيضاء.

تربط ثلاثة أزواج من السويقات المخيخيّة المخيخ بأجزاء الجهاز العصبي المختلفة، هذه السويقات هي: السويقة المخيخيّة العلويّة والسويقة المخيخيّة الوسطى والسويقة المخيخيّة السفليّة، وتأخذ أسماءها بحسب توضّعها بالنسبة لدودة المخيخ. السويقة المخيخيّة العلويّة تنبثق من القشرة المخيّة بشكل رئيسيّ، وتحمل الألياف الصادرة عبر النوى المهاديّة إلى العصبونات المحركة العلويّة في القشرة المخيّة وتنشأ هذه الألياف من التوى المخيخيّة العميقة. أما السويقة المخيخيّة الوسطى فمتصلة بالجسر وتتلقى جميع المُدخلات من الجسر وبشكل رئيسيّ من النوى الجسريّة، أصلاً تأتي المُدخلات إلى الجسر من القشرة المخيّة، ومن ثُمَّ تُنقل من الجسر وتحديداً من النوى الجسريّة باتجاه المخيخ عبر الألياف الجسريّة العرضيّة. جديرٌ بالذكر أن السويقة المخيخيّة الوسطى أكبر السويقات الثلاث، وأليافها الواردة تُجمع في ثلاث حزم منفصلة تحمل مُدخلاتها إلى أجزاء مختلفة من المخيخ. بينما تتلقى السويقة المخيخيّة السفليّة مُدخلاتها من الألياف الواردة من النوى الدهليزيّة والحبل الشوكيّ والسقيفة، أما مُخرجاتها فعبر الألياف الصادرة من النوى الدهليزيّة والتشكيل الشبكيّ. يتلقى مجمل المخيخ مُدخلات تنظيم من النواة الزيتونيّة السفليّة عبر السويقة المخيخيّة السفليّة.

#### التقسيمات الفرعية

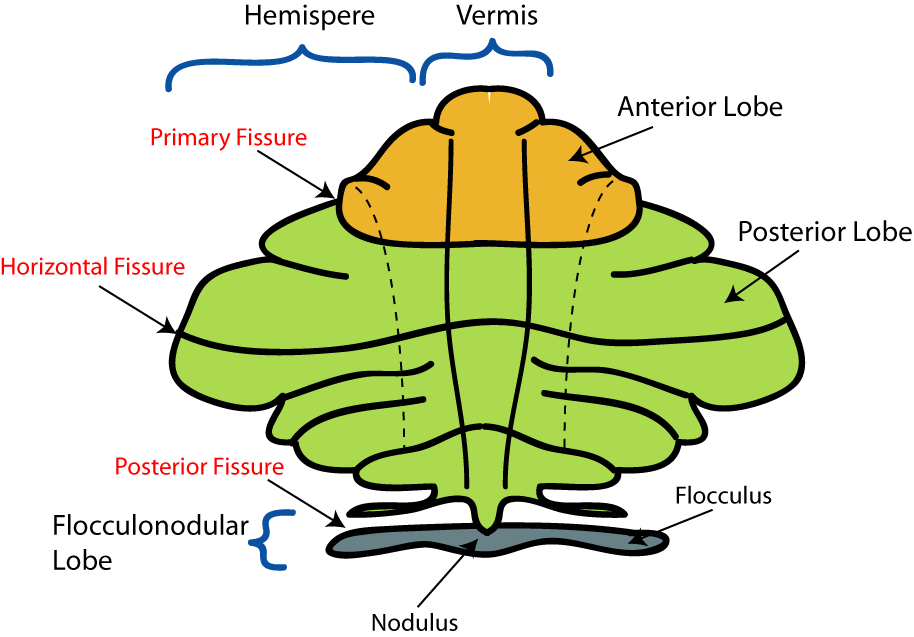
مخطط تمثيل للتقسيمات الفرعية التشريحيّة الرئيسيّة للمخيخ. منظر علوي لمخيخ "غير ملفوف"

اعتماداً على المظهر السطحيّ للمخيخ، يمكن تمميز ثلاثة فصوص في المخيخ: الفص الأماميّ (أعلى الشق الأوليّ) والفص الخلفيّ (أسفل الشق الأوليّ) والفص الندفي العقيدي (أسفل الشق الخلفيّ). تقسم هذه الفصوص المخيخَ وفق المحور المنقاريّ-الذيليّ (عند البشر وفق المحور القميّ-القاعديّ). من الناحية الوظيفيّة، هناك تمييز أكثر أهميّة على طول المحور الأنسيّ-الوحشيّ. بترك الفص الندفي العقديّ الذي يمتلك اتصالات ووظائف منفصلة عما سيُذكر، فيمكن تحليل المخيخ وظيفيَّاً إلى قطَّاع أنسيّ يُدعى المخيخ النخاعيّ وقطاع وحشيّ كبير يُدعى المخيخ المخيّ. بينما يُسمَّى الشريط الضيّق من النسيج المتبارز على طول الخط المتوسط (الناصف)، يُسمَّى دودة المخيخ cerebellar vermis (الاسم Vermis هو اللفظ اللاتينيّ لكلمة «دودة»).

يُدعى الفص الندفي العقيدي وهو أصغر مناطق المخيخ، يُدعى غالباً بالمخيخ الدهليزيّ، وهو يُمثِّل أقدم الأجزاء من الناحية التطوريّة (يُدعى أيضاً بالمخيخ البدائي) ويشارك بشكل رئيسيّ في التوازن والتوجُّه المكانيّ، حيث أن اتصالاته الأوليّة تكون مع النوى الدهليزيّة، على الرغم من أنه يتلقَّى أيضاً مُدخلات بصريّة وحسيّة أُخرى. أذيّة هذه المنطقة تُسبِّب اضطرابات في التوزان والسير (المشي).

تُشكِّلُ المنطقة المتوسطة من الفصوص الأماميّة والخلفيّة ما يُسمَّى بالنخاع الشوكيّ، والذي يُعرف أيضاً باسم المخيخ القديم. يخدم هذا القطاع من المخيخ لملاءمة حركات الجسم والأطراف. يتلقَّى هذا القطاع مُدخلات تتعلق بالموضع من الأعمدة الظهرية للحبل الشوكيّ (بما في ذلك السبيل القشري المخيخيّ) ومن العصب القحفيّ الخامس (ثلاثيّ التوائم) وكذلك من الجهازين البصريّ والسمعيّ. ويقوم بإرسال ألياف إلى النوى المخيخيّة العميقة والتي بدورها ترسل أليافاً باتجاه القشرة المخيّة وجذع الدماغ، وبالتالي تقوم بوظيفة تعديل النظم الحركيّة النازلة.

تُشكِّلُ المنطقة الوحشيّة، والتي تكون عند البشر إلى حدٍ ما أكبر مناطق المخيخ، تُشكِّل المخيخ المخيّ، الذي يُعرف كذلك باسم المخيخ الجديد. تتلقَّى هذه المنطقة المُدخلات بشكل حصريّ من القشرة المخيّة (خاصّةً من الفص الجداريّ) عبر النوى الجسريّة (مُشكِّلَةً المسارات القشريّة-الجسريّة-المخيخيّة) وترسل مُخرجاتها بشكل رئيسي إلى المهاد البطني الوحشيّ (و الذي يكون بدوه متصلاً بمناطق حركيّة في القشرة أمام الحركيّة، التي تمثّل أحد مناطق القشرة المخيّة) وبالنواة الحمراء. هناك خلافٌ حول أفضل طريقة لوصف وظائف المخيخ الوحشيّ: حيث يُعتقد أنه يشترك في التخطيط للحركة التي توشك أن تحدث، وفي تقييم المعلومات الحسيّة للفعل، وفي عدد من الوظائف المعرفيّة البحتة ن كتحديد الفعل (فعل لغويّ) الأنسب لاسم ما (كما هو الحال في انتقاء الفعل «يجلس» بالنسبة للاسم «الكرسيّ»).

### التشريح المجهري (نسيجياً)

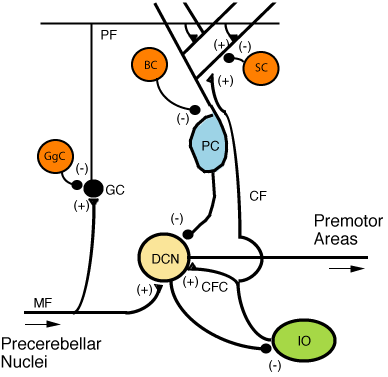
الدارات الدقية للمخيخ .(+): مثير; (-): تثبيطيّ; MF: ألياف مطحلبة; DCN: نوى مخيخيّة عميقة; IO: زيتونية سفليّة; CF: ليف متسلّق ; CFC: متسلّق ليف جانبيّ ; GC: خلية حبيبيّة; PF: ليف موازي; PC: خلية بركنجي؛ GgC: خلية غولجي; SC: خلية نجميّة; BC: خلية سَلِيّة

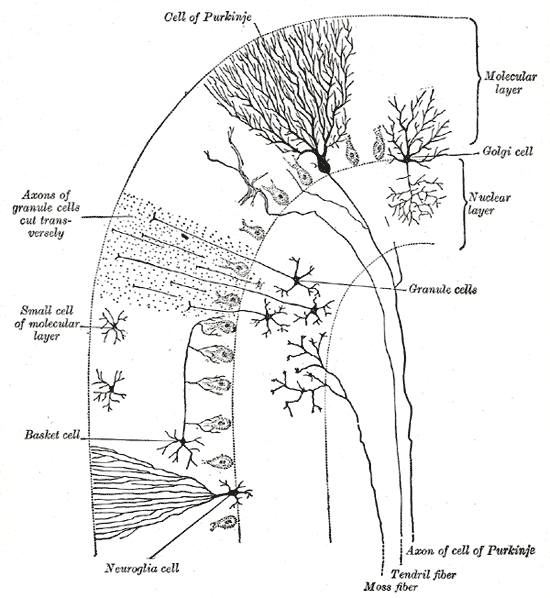
مقطع عرضي في الجريب المخيخيّ، يُظهر أنماط الرئيسيّة للخلايا واتصالاتها

هناك نمطان من الخلايا يلعبان دوراً رئيسيّاً في الدائرة المخيخيّة: خلايا بركنجي والخلايا الحبيبيّة. كما تلعب ثلاثة أنماط من المحاوير أدواراً رئيسيّة وهي: الألياف المطحلبة والألياف المتسلّقة (التي تدخل المخيخ من الخارج) والألياف الموازية (و هي محاوير الخلايا الحبيبيّة). هناك أيضاً مساران رئيسيَّان عبر الدورة المخيخيّة، ينشأن من الألياف المطحلبة والألياف المتسلّقة، وكلاهما ينتهيان أخيراً في النوى المخيخيّة العميقة.

تسقط الألياف المطحلبة باتجاه النوى العميقة، ولكن أيضاً تؤدي إلى المسار التالي: الألياف المطحلبة? الخلايا الحبيبيّة? الألياف الموازية? خلايا بركنجي? النوى العميقة. بينما تسقط الألياف المتسلقة باتجاه خلايا بركنجي وترسل أيضاً ألياف جانبيّة بشكل مباشر إلى النوى العميقة. تحمل مُدخلات الليف الطحلبيّ والليف المتسلّق معلومات نوعية لكل ليف، حيث أن المخيخ يتلقَّى مُدخلات دوبامينيّة وسيروتونينيّة ونور أدرينالينيّة وكولينيرجيّة، تقوم هذه المدخلات بإجراء تعديلات إجماليّة.

تُقسم القشرة المخيخيّة إلى ثلاث طبقات. في القاع تتوضع الطبقة الحبيبيّة الثخينة والتي تكون ممتلئة بكثافة بخلايا حبيبيّة بالإضافة إلى عصبونات بينيّة (متوسطة)، وبشكل رئيسيّ خلايا غولجي ولكنها تتضمَّن أيضاً خلايا لوغارو والخلايا الفرشاتيّة أحاديّة القطب. أما في متوسط المخيخ، تتوضَّع طبقة بركنجي، وهي منطقة ضيّقة تحتوي على أجسام خلايا بركنجي وخلايا بيرغمان الدبقيّة. أما في قمة المخيخ تتوضَّع الطبقة الجزيئيّة التي تحتوي على أشجار تغصنيّة مسطّحة من خلايا بركنجي، بالإضافة إلى مجموعة ضخمة من الألياف الموازية التي تخترق أشجار خلايا بركنجي التغصنيّة عند الزوايا القائمة. تحتوي هذه الطبقة الأكثر خارجيّة من القشرة المخيخيّة أيضاً على نمطين اثنين من العصبونات البينيّة التثبيطيّة: الخلايا النجميّة والخلايا السليّة. وتشكل كلا الخلايا النجميّة والسليّة مشابك الغاباوية (حمض الغاما-أمينوبيوتيريك) على تشعُّبات خلايا بركنجي.

#### خلايا بركنجي

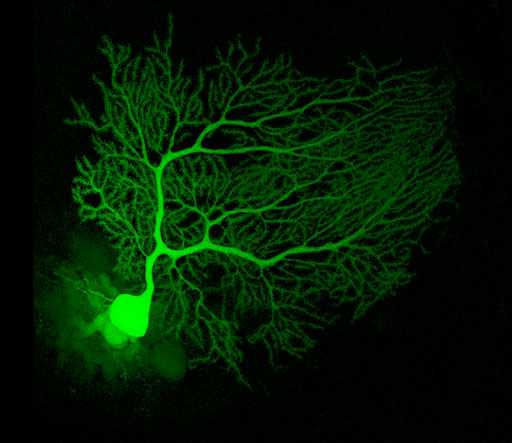
خلايا بركنجي لدى فأر، محقونة مع صبغة الفلورسنت

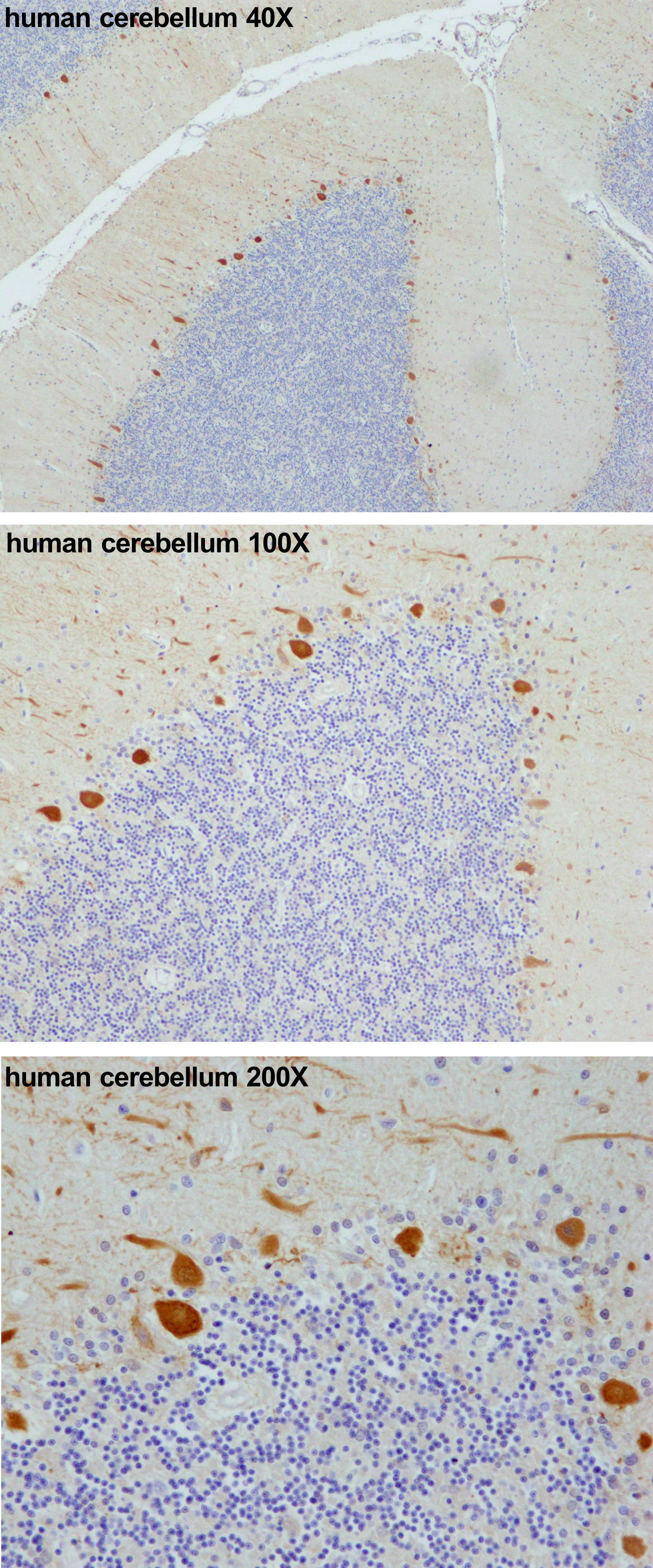
خلايا بركنجي في المخيخ البشريّ (باللون البرتقالي، من القمة إلى القاع بالتكبير 40X, 100X and 200X) مصبوغة تبعاً للطريقة المكتوبة على كل صورة

خلايا بركنجي أحد أكثر العصبونات تمييزاً في الدماغ، وأحد أول الأنماط التي تم تمييزها-وُصفت هذه الخلايا للمرة الأولى من قبل عالم التشريح التشيكي جان إيفان جليستا بركنجي عام 1837. يمكن تمييز خلايا بركنجي من خلال شكلها وهو الشجرة المتغصّنة: تتفرَّع التغصُّنات بغزارة كبيرة، ولكنها تكون مُسطَّحة في مستوى يُعامد الطيّات المخيخيّة. وبالتالي، فإن تغصُّنات خلية بركنجي تُشكِّل شبكة مستوية كثيفة، تمر من خلالها الألياف الموازية بزوايا قائمة. وتُغطَّى التغصُّنات بالأشواك التغصنيّة، حيث تتلقى كل شوكة تغصنيّة مُدخل تشابكيّ من ليف موازي. تتلقى خلايا بركنجي مُدخلات تشابكيّة أكثر من أي نمط آخر من الخلايا في الدماغ، تصل تقديرات أعداد أشواك خلية بركنجي البشرية المفردة إلى ما يُقارب 200.000. تُحشر أجسام خلايا بركنجي الكبيرة والكرويّة في طبقة ضيّقة (خلية واحدة ثخينة) من القشرة المخيخيّة، تُدعى طبقة بركنجي، تنتقل محاوير هذه الخلايا إلى النوى المخيخيّة العميقة، حيث تجعلها على رأس 1.000 اتصال مع أنماط مختلفة من الخلايا النووية، جميعها داخل نطاق صغير. تستخدم خلايا بركنجي غابا (حمض الغاما-أمينوبيوتيريك) كناقل عصبيّ وبالتالي تمارس نشاطه المثبّط على أهدافها.

تُشكِّل خلايا بركنجي قلب الدورة المخيخيّة، وجعلها حجمها الكبير ونماذج أنشطتها المميّزة، جعلا دراسة نماذج استجابتها سهلة في سلوك الحيوانات وذلك باستخدام تقنيات التسجيل خارج الخلويّ. تُطلق خلايا بركنجي بشكل طبيعي كمونات عمل بمعدل عالٍ حتى في غياب المُدخل التشابكيّ، في حالة اليقظة، أي في سلوك الحيوانات، يُقارب متوسط معدّلات تواتر هذه الكمونات قُرابة 40 هرتز بالحالة النموذجيّة. تُظهر قطارات الشوك مزيجاً ممَّا يُدعى بالأشواك البسيطة والمُعقّدة (الشوكة هي نموذج الموجة الكهربائية في الدماغ). فالشوكة البسيطة عبارة عن كمون عمل مفرد متبوع بدور حرَّان بحوالي 10 ميليي ثانية، أما الشوكة المُعقَّدة فهي تسلسل منمَّط من كمونات العمل مع فترات بين شوكيّة قصيرة للغاية وانخفاض في السعات. تظهر الدراسات الفيزيولوجية أن الأشواك المُعقّدة (التي تحدث في معدَّلات خط الأساس حوالي 1 هرتز ولا تحدث إطلاقاً عند مُعَدَّلات أعلى من 10 هرتز)، أن الأشواك المعقّدة ترتبط بشكل وثيق مع تفعيل الألياف المتسلّقة، بينما تُنتج الأشواك البسيطة من اجتماع النشاط الأساسيّ ومُدخل الليف الموازي. غالباً ما تُتبع الأشواك المُعقَّدة بتوقُّف لعدة مئات من الميللي ثانية وخلالها يُكبح النشاط الشوكي البسيط.

يُمثِّل التعبير عن الكالبيندين أحد المزايا النوعيّة والتي ممكن التعرُّف عليها من خلايا بركنجي. يتبين من التصبُّغ بالكالبيندين لدماغ الجرذ بعد إصابة العصب الوركي المزمنة أحاديّة الجانب أن عصبونات بركنجي قد تُجدَّد في دماغ البالغين، مُطلقاً تنظيم الفصيصات المخيخيّة الحديثة.

#### الخلايا الحبيبيّة

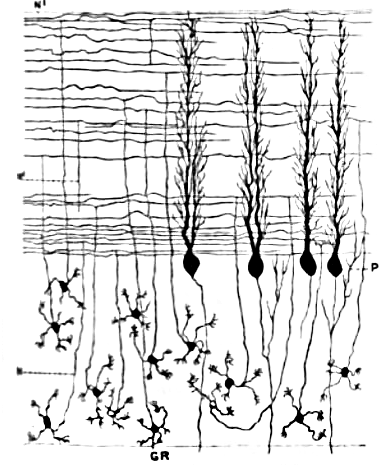
الخلايا الحبيبيّة (GR في القاع)، والألياف الموازية (الخطوط الأفقيّة في قمة الرسم) وخلايا بركنجي (P في المنتصف) بالإضافة إلى الأشجار التغصنيّة المُسطَّحة

تُعتبر الخلايا الحبيبيّة المخيخيّة، على عكس خلايا بركنجي، أصغر العصبونات في الدماغ، كما أنها أكثر أنماط العصبونات الموجودة في الدماغ عدداً يُقدّر عددها الكليّ عند البشر بحوالي 50 مليار خليّة وهذا يعني أنها تُشكِّل حوالي ثلاثة أرباع عصبونات الدماغ. تتجمَّع أجسامها الخلويّة في طبقة ثخينة عند قاع القشرة المخيخيّة. تنبثق من الخلية الحبيبيّة أربع أو خمس تغصُّنات تنتهي كل واحدة منها بتوسُّع يُدعى المخلب التغصُّنيّ. تُمثِّل هذه التوسُّعات مواقع مُدخلات مُثيرة تأتي من الألياف الطحلبيّة ومُدخلات مثبِّطَة من خلايا غولجي.

تنبثق محاوير الخلايا الحبيبيّة والتي تكون رقيقة وغير مُغمَّدة بالميالين عموديَّاً نحو الطبقة الأعلى (الجزيئيّة) من القشرة، حيث تنفصل هذه المحاوير إلى اثنتين، يسير كل فرع أفقيّاً ليُشكِّل ليف موازي، ويُعطي هذا الانشعاب للمحوار العمودي ومسير فروعه الأفقيّة، يُعطي شكل حرف T مُميّز. يسيرالليف الموازي لمسافة تُقارب 3 ميللي متر في كل جانب من نقطة التفرع، وبهذا يكون طوله كاملاً قُرابة 6 ميللي متر (حوالي 1/10 من العرض الكليّ للطبقة القشريّة). وبمسير هذه الألياف، تمر لألياف الموازية من خلال الأشجار التغصنيّة لخلايا بركنجي، وتتصل مع واحدة من كل 3-5 خلايا تمر منها، وبهذا تقوم بـ 80-100 اتصال مشبكيّ مع الأشواك التغصنيّة لخلايا بركنجي. تستخدم الخلايا الحبيبيّة الغلوتامات كناقل عصبيّ، وبهذا فإن لها تأثيرات مُثيرة على أهدافها.

تتلقى الخلايا الحبيبيّة جيع مُدخلاتها من الألياف الطحلبيّة، ولكنها تفوقها عدداً بـ 200 إلى 1 (عند البشر). وبهذا فإن المعلومات في حالة نشاط تجمُّع الخلايا الحبيبيّة هي ذاتها المعلومات في الألياف الطحلبيّة، ولكن مُشفَّرة بطريقة أوسع بكثير. من الصعب تسجيل نشاطه الخلايا الحبيبيّة الشوكيّ (شوكات كمون العمل) في سلوك الحيوانات، بسبب صغرها وكثافة تجمُّعاتها، لذا فإن هناك القليل من البيانات التي تُستخدم كأساس لصياغة نظريات حول عملها. وُضع المفهوم الأكثر شهرةً بخصوص وظائف الخلايا الحبيبيّة عام 1969 من قبل دافيد مار الذي اقترح أن الخلايا الحبيبيّة تُشفّر مجموع مُدخلات الألياف الطحلبيّة. تتلخَّص الفكرة بأن الخلية الحبيبيّة تتلقّى مُدخلات من 4-5 ألياف طحلبيّة، وأن الخليّة الحبيبيّة لن تستجيب فيما إذا كانت مُدخل واحد من مُدخلاتها فعَّالاً، ولكنها تستجيب في حالة كان أكثر من مُدخل نشطاً. هذا المخطط للتشفير الجمعيّ سيسمح للمخيخ بالتمييز بين الكثير من نماذج المُدخلات أكثر من الألياف الطحلبيّة وحدها.

#### الألياف الطحلبية
تدخل الألياف الطحلبيّة الطبقة الحبيبيّة من نقاط منشأها، حيث ينشأ العديد منها من النوى الجسريّة بينما تنشأ أخرى من الحبل الشوكيّ والنوى الدهليزيّة إلخ. عند البشر، قُدِّرَ العدد الكليّ للألياف الطحلبيّة بحوالي 200 مليون. تشكل هذه الألياف مشابك استثاريّة مع الخلايا الحبيبيّة للنوى المخيخيّة العميقة. داخل الطبقة الحبيبيّة، تولد الألياف الطحلبيّة سلسلة من التوسُّعات تُدعى الزُهيرات rosettes. تحدث الاتصالات بين الألياف الطحلبيّة والخلية الحبيبيّة داخل بنى التي تُدعى الكبيبات. تمتلك كل كبيبة زُهيرة ليف طحلبيّ في مركزها بالإضافة إلى قُرابة 20 مخلب تغصُّنيّ لخلايا حبيبيّة مرتبطة بالزهيرة. تتغلغل انتهائيات من خلايا غولجي داخل البنية وتقوم بتشكيل تشابكات تثبيطيّة مع تغصُّنات الخلية الحبيبيّة. تُحاط كامل المجموعة بغمد من الخلايا الدبقيّة. يرسل كل ليف طحلبيّ فروع جانبيّة إلى أوراق مخيخيّة عديدة، مشكّلَةً حوالي 20-30 زهيرة، وبالتالي يتصل الليف الطحلبيّ بقرابة 400-600 خلية حبيبيّة.

#### الألياف المتسلقة
تتلقى خلايا بركنجي أيضاً مُدخلات من النواة الزيتونية السفليّة من الجانب المقابل لجذع الدماغ عبر الألياف المتسلقّة. وعلى الرغم من توضُّع النواة الزيتونية في النخاع المستطيل (البصلة السيسائيّة) وتلقيها مُدخلات من الحبل الشوكيّ وجذع الدماغ والقشرة المخيّة، إلا أن مُخرجاتها تخرج بشكل كامل باتجاه المخيخ. يعطي الليف المتسلّق فروع جانبيّة إلى النوى المخيخيّة العميقة قبل دخوله إلى القشرة المخيخيّة، حيث سينفصل إلى حوالي 10 فروع انتهائيّة يعطي كل منها مُدخل إلى خلية بركنجي واحدة. فبينما تتلقَّى خلية بركنجي نفسها حوالي 100.000 أو أكثر من المُدخلات من الألياف الموازية، تتلقَّى مُدخل من ليف متسلّق واحد، ولكن هذا الليف المفرد «يتسلَّق» تغصُّنات خلية بركنجي، متعرِّجاً حول التغصُّنات ويشكّل أكثر من 300 تشابك أثناء مساره. وتكون المدخلات قوية لدرجة تجعل كمون عمل واحد من ليف متسلّق واحد قادراً على إنتاج شوكة معقَّدة ممتدة في خلية بركنجي: انفجار يتكوّن من عدة أشواك (أشواك كمون عمل) متتالية متناقصة السعة يتبعها توقف يُقمع خلاله النشاط. تغطي تشابكات الليف المتسلق جسم الخليّة والتغصُّنات الدانية (بالقرب من الجسم)، وتخلو هذه المنطقة (أي جسم الخلية والمنطقة الدانية من التغصُّنات) من مُدخلات الألياف الموازية.

تتنبَّه الألياف المتسلّقة بمعدَّلات قليلة، ولكن كمون عمل واحد في ليف متسلّق يتضمَّن انفجاراً من عدّة كمونات عمل في خلية بركنجي الهدف (شوكة معقَّدة). قد يكون التباين بين مُدخلات الألياف الموازية والليف المتسلّق بالنسبة لخلية بركنجي (أكثر من 100.000 ليف موازي مقابل ليف متسلَّق واحد لخلية بركنجي) أكثر المزايا التوصيفيّة وضوحاً في تشريح المخيخ، كما أن هذا التباين قد حفّز العلماء على طرح عدة نظريات حيال الأمر. في الحقيقة، وظيفة الألياف المتسلّقة هي الموضوع الأكثر إثارةً للجدل بشأن المخيخ. هناك مدرستان فكريّتان بهذا الشأن، الأولى تتبع مار وألبوس في كون مدخلات الألياف المتسلّقة تخدم بشكل أساسي في تأشير التعليم، أمام الأخرى فتعتقد بأن وظيفة هذه الألياف تشكيل المُخرجات المخيخيّة بشكل مباشر دُوفِعَ عن كلا الرأيين في الكثير من المنشورات. ففي إحدى الاستعرضات لهذا الأمر وردت الكلمات الآتية، «في محاولة تجميع الفرضيات المختلفة حول وظيفة الألياف المتسلّقة يحس المرء بالشعور ذاته لدى النظر إلى لوحة رسمها إيشر. تبدور كل وجهة نظر معتدَّة بمجموعة من الموجودات، ولكن عندما يحاول المرء أن يجمع الآراء إلى بعضها البعض، لا تُظهرُ الصورةُ ما تقعله الألياف المتسلّقة حقّاً. بالنسبة لأغلبيّة الباحثين، تشير الألياف المتسلّقة إلى أخطاء التنفيذ الحركي، إما بالطريقة المعتادة بتعديل تردد التفريغ الكهربائي، أو كإعلان وحيد لـ'حدث غير متوقّع'. أما بالنسبة لباحثين آخرين فإن الرسالة تكمن في درجة التزامن والإيقاع بين مجموعات الألياف المتسلّقة».

#### النوى العميقة

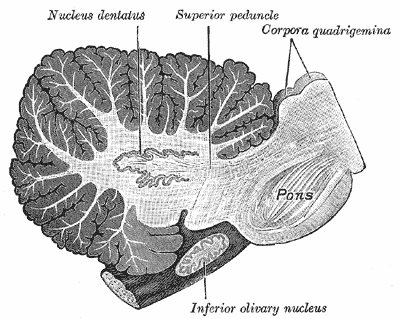
مقطع سهمي في مخيخ إنسان، يُظهر النواة التغصنيّة بالإضافة إلى الجسر والنواة الزيتونية السفليّة.

النوى العميقة للمخيخ هي مجموعات من المادة الرماديّة المتوضعة داخل المادة البيضاء في داخل المخيخ. تُمثِّلُ هذه النوى، باستثناء النوى الدهليزيّة، المصدر الوحيد لمُخرجات المخيخ. تتلقى هذه النوى الإسقاطات الجانبيّة من الألياف الطحلبيّة والألياف المتسلّقة كما تتلقَّى المُدخلات التثبيطيّة من خلايا بركنجي من القشرة المخيخيّة. تتواصل كل نواة من النوى الأربع (المسننة والكروية والصمية والسقفيّة «الأوجيّة») مع أجزاء مختلفة من الدماغ والقشرة المخيخيّة (يُشار أيضاً إلى النواتين الكروية والصمية معاً باسم النواة المتداخلة). تنتمي النواتين المتداخلة والأوجية إلى المخيخ الشوكيّ. بينما تتشكل النواة المسننة، التي تكون عند الثدييات أكبر بكثير مما عند غير الثدييات، تتشكَّل هذه النواة كطبقة رقيقة وملتوية من المادة الرمادية، وتتواصل حصراً مع الأجزاء الوحشيّة من القشرة المخيخيّة. الفص الندفي العقدي هو الجزء الوحيد من أجزاء القشرة المخيخية الذي لا يُسقط أليافاً إلى النوى العميقة، حيث تذهب مُخرجاته إلى النوى الدهليزيّة.

تمتلك معظم العصبونات في النوى العميقة أجساماً خلويّة كبيرة وتغصُّنات شجريّة كبيرة أيضاً بقطر حوالي 400 ميكرومتر، وتستخدم الغلوتامات كناقل عصبيّ. تُسقط هذه الخلايا أليافاً لأهداف متنوّعة خارج المخيخ، بالإضافة إلى وجود مجموعة صغيرة من الخلايا الصغيرة المختلطة معهم التي تستخدم الغابا كناقل عصبيّ وتُسقط هذه الخلايا الصغيرة أليافها إلى النواة الزيتونية السفليّة، التي تمثّل مصدر الألياف المتسلّقة. وهكذا فإن الإسقاط النووي-الزيتوني يُزوِّد بالتغذية الراجعة التثبيطيّة لتُناسب الإسقاط الاستثاريّ للألياف المتسلّقة إلى النوى. هناك دليل أن كل مجموعة صغيرة من الخلايا النووية تُسقط إلى المجموعة ذاتها من الخلايا الزيتونية التي ترسل بدورها الألياف المتسلٌّة إلى الأولى، كما أن هناك تضاريس قويّة ومتطابقة في كلا الاتجاهين.

عندما تدخل خلية بركنجي إلى إحدى النوى العميقة، تتفرَّع لتقوم بصنع اتصال مع خلايا نووية صغيرة وكبيرة، ولكن العدد الإجمالي للخلايا المتصلة حوالي 35 فقط (عند القطط). وعلى النقيض، فإن الخلية النووية العميقة المفردة تتلقَّى مُدخل من ما يُقارب حوالي 860 خلية بركنجي (عند القطط أيضاً).

#### حجرات المخيخ

رسم تخطيطي لبنية مناطق القشرة المخيخية والمناطق المجهريّة أيضاً

من وجهة نظر التشريح العياني، تبدو القشرة المخيخيّة كصفيحة نسيجية متجانس، ومن وجهة نظر التشريح المجهريّ (علم الأنسجة) فإن كل أجزاء هذه الصفيحة النسيجيّة تمتلك البنية النسيجيّة الداخلية ذاتها. هناك على أي حال عدد أوجه التقسيم التي قُسم وفقها المخيخ إلى حجرات. تُدعى الحجرات الكبيرة المناطق، التي تُقسَّم بدورها إلى حجرات أصغر تُدعى المناطق المجهريّة.

تأتي المُدخلات الأولى إلى البنية الهيكليّة للمخيخ من الدراسات في الحقول التوصيفيّة للخلايا التي تدرس مختلفة أجزاء القشرة المخيخيّة. يشير كل جزء من الجسم إلى نقاط في المخيخ، ولكن هناك العديد من التكرارات في الخريطة الأساسيّة، التي تُشكِّل ترتيباً معيَّناً. يمكن الحصول على معيار أفضل للتقسيم عبر التلون المناعي للمخيخ ببروتينات معينة. أكثر هذه الواسمات شهرةً يُدعى «زيبرين» بسبب تلوينها الشبيه بنموذج تخطُّط الحمار الوحشي. فالخطوط التي تتشكل بالزيبرينات والواسمات التقسيميّة الأخرى تكون موجَّهَةً عموديَّةً على الطيات المخيخيّة، التي تكون ضيّقة في الاتجاه الأنسي الوحشيّ، ولكنها أعرض بكثير في الاتجاه الطولانيّ. تولِّد الواسمات المختلفة مجموعات مختلفة من الخطوط، تتنوع أطوالها وعرضها بحسب وظيفة الموقع، ولكنها جميعها تمتلك الشكل العام ذاته.

اقترح أوسكارسون في آواخر سبعينيّات القرن العشرين أنه يمكن تقسيم هذه المناطق القشريّة إلى وحدات أصغر تُدعى المناطق المجهريّة. وتُعرَّف المنطقة المجهريّة بأنها مجموعة خلايا بركنجي التي تمتلك حقل تقبُّل جسدي موضعيّ ذاته (بالنسبة للصباغ). تم اكتشاف أن المناطق المجهريّة تحتوي على قُرابة 1000 خلية بركنجي، مرتَّبة في أشرطة طوليّة ضيّقة موجّهة عموديّاً على الطيّات القشريّة. وهكذا كما يوضح الرسم البياني المجاور فإن تغصُّنات خلية بركنجي تتسطَّح في الاتجاه ذاته الذي تمتد فيه المناطق المجهريّة، بينما تعبرها الألياف الموازية بزوايا قائمة.

و لكن ليس فقط الحقول التوجيهيّة من تُعرِّف بنية المناطق المجهريّة: فمُدخل الليف المتسلّق من النواة الزيتونية السفليّة عامل مهم أيضاً. تُفعِّل فروع الليف المتسلّق (عادةً ما تكون 10) خلايا بركنجي المنتمية إلى المنطقة المجهريّة ذاتها. علاوةً على ذلك، فإن النواة الزيتونية التي ترسل أليافاً متسلّقة إلى المنطقة المجهريّة ذاتها، تميل إلى أن تكون مقترنة بواسطة موصلات فجويّة، لا تكون أنشطتها متزامنة (تخدم الموصلات الفجوية في نقل النشاط بين الألياف خلال وقت قصير جداً)، مما يؤدي إلى ظهور خلايا بركنجي في المنطقة المجهريّة الواحدة على محور الميللي ثانية في مخطط نشاط الموجة المعقّدة مترابطاتٍ بشكل وثيق. أيضاً ترسل خلايا بركنجي العائدة إلى منطقة مجهريّة واحدة جميع محاويرها إلى المنطقة الصغيرة ذاتها لمُخرجات الخلايا، وتكون هذه المنطقة في النوى المخيخيّة العميقة. أخيراً، تكون محاوير الخلايا السليّة أطول بكثير في الاتجاه الطولاني منها في الاتجاه الأنسي الوحشيّ، مما يؤدي إلى جعلها مقتصرة بشكل كبير على منطقة مجهريّة واحدة. ونتيجة كل هذا الترتيب البنيوي السابق هي أن التفاعلات الخلويّة داخل المنطقة المجهريّة الواحدة أقوى بكثير من التفاعلات بين المناطق المجهريّة المختلفة.

عام 2005 خلص ريتشارد أبس ومارتن غارويكز إلى دليل على أن المناطق المجهريّة تشكّل بنفسها جزءاً من تجمُّع أكبر يُدعى بالمعقَّد المجهريّ عديد المناطق. ويشمل المعقّد المجهريّ عديد المناطق مناطق مجهريّة قشريّة منفصلة مكانيَّاً عديدة، جميعها تُسقط أليافاً إلى المجموعة ذاتها من عصبونات النوى المخيخيّة العميقة، بالإضافة إلى مجموعة من العصبونات الزيتونيّة المترابطة والتي تُشقط أليافاً إلى جميع المناطق المجهريّة وبطبيعة الحال إلى المنطقة النووية العميقة.

## الوظيفة
تم اكتشاف أهم الأدلة التي تشير إلى وظائف المخيخ من خلال فحص نتائج الأذيّات المخيخيّة. بالنسبة للحيوانات والبشر فإن الخلل الوظيفي في المخيخ، وقبل كل شيء، يؤدِّي إلى مشاكل في التحكُّم الحركيّ في الجسم في الجانب ذاته من الأذية المخيخيّة. يستمر المخيخ بعد الأذيّة في قدرته على توليد النشاط الحركيّ ولكن هذا النشاط الحركيّ يفتقد للدقّة، وتؤدي إلى حركات غير منتظمة أو غير متناسقة أو حركات متواقتة بشكل غير صحيح. الاختبار المعياري للوظيفة المخيخيّة هو لمس هدف ما يبعد بمقدار طول ذراع برأس الإصبع: فالشخص السليم سيُحرِّك رأس الإصبع في مسار سريع مستقيم، بينما سيُوصِل الشخص المصاب بأذية مخيخيّة ببطئ وبشكل مضطرب، بالإضافة إلى أنه سيُصحِّح حركة إصبعه أثناء مساره. أما الكشف عن العجز في الوظائف غير الحركيّة فأكثر صعوبة. وهكذا، فقد تم التوصّل إلى استنتاج عام منذ عدة عقود مضت يقضي بأن الوظيفة الأساسيّة للمخيخ هي معايرة الشكل المُفصَّل للحركة، وليس البدء بالحركات أو تقرير أي الحركات ينبغي تنفيذها.

قبل التسعينات كان يُعتقد على مستوى عالمي تقريباً أن وظيفة المخيخ مرتبطة بالحركة بشكل بحت تقريباً، ولكن أحدث نتائج الدراسات وضعت هذا الاعتقاد موضع تساؤل. فقد أظهرت دراسات التصوير الوظيفي أن النشاط المخيخيّ فيما يتعلق باللغة والانتباه والصور العقليّة، حيث أظهرت دراسات مرتبطة التفاعلات بين المخيخ والمناطق غير الحركيّة في القشرة المخيخيّة، وقد تم التعرُّف على مجموعة متنوعة من الأعراض غير الحركيّة في الأشخاص المصابين بأذية تبدو مقتصرةً على المخيخ. على وجه الخصوص، المتلازمة المخيخية المعرفية العاطفية أو متلازمة شمهمان التي تُوصف عند البالغين والأطفال. وتشير التقديرات التي تستند إلى الخرائط الوظيفية باستخدام التصوير بالرنين المغناطيسي الوظيفي للمخيخ أن أكثر من نصف القشرة المخيخيّة مترابط بمناطق تشاركيّة موجودة في القشرة المخيّة.

جادل كينجي دويا في أن أفضل فهم لوظيفة المخيخ بالحسابات العصبيّة التي تنفّذها وليس بالسلوكيّات التي تؤثر فيها: حيث أن المخيخ يتألف من عدد كبير من الوحدات المستقلّة، تمتلك جميعها البنية الداخليّة المنتظمة هندسيَّاً ذاتها، وبالتالي يُفترض أن تقوم كلها بنفس الحساب. إذا ما كانت اتصالات مُدخل ومخرج لأحد الوحدات السابقة مع المناطق الحركيّة (كما هو الحال في العديد من هذه الوحدات فعلاً) إذاً فإن هذه الوحدة ستشترك في السلوك الحركيّ، ولكن إذا ما كانت الاتصالات مع مناطق مشتركة في الإدراك غير الحركيّ فإن هذه الوحدة شتُظهر أنماط أخرى من الارتباطات السلوكيّة. وبالتالي، فإن المخيخ يشترك في تنظيم الصفات الوظيفية المختلفة كالعاطفة مثلاً. يفترض دويا أن المخيخ يُفهم بشكل أفضل باعتباره اختياراً للعمل المتنبأ به اعتماداً على «النماذج الداخليّة» للبيئة أو جهاز التعلّم المُراقب، على النقيض من العقد القاعديّة التي تُنفّذ عملية التعليم المعزّز، والقشرة المخيّة التي تُنفّذ عملية التعلم غير المُراقب.

### مبادئ الوظيفة المخيخية
قد تقود البساطة والتنظيم النسبيّان في التشريح المخيخيّ إلى الأمل في كون المخيخ ينطوي على بساطة مُشابهة في الوظيفة الحسابيّة، كما تم التعبير عنها في أحد أوائل الكُتب التي تتحدّث عن الوظيفة الكهربائيّة المخيخ وهو كتاب المخيخ كآلة عصبيّة لمؤلفيه جون إيكلس وماساو إيتو ويانوس سينتاغوثاي. وعلى الرغم من أن الفهم الكامل للوظيفة المخيخيّة ما يزال بعيد المنال، إلا أنه قد تم تحديد أربعة مبادئ على الأقل باعتبارها هامّة للغاية في الوظيفة المخيخيّة: (1) عملية التلقيم المسبق، و (2) التباعد والتقارب، و (3) النمطيّة، و (4) اللدونة.
1. التلقيم المسبق: يختلف المخيخ عن معظم الأجزاء الأخرى من الدماغ (خاصَّةً القشرة المخيّة) في أن عملية التأشير تخضع للتلقيم المُسبق بالكامل تقريباً، والتي تتحرك فيها الإشارات باتجاه واحد وفق التسلسل من المُدخل إلى المخرج، بالإضافة إلى انتقال داخلي راجع ضئيل للغاية. تتألف الكمية الضئيلة من التيار العائد من تثبيط مزدوج، جديرٌ بالذكر أنه لا يوجد دارات استثارة مزدوجة. يعني هذا النموذج من التلقيم المسبق أن المخيخ على النقيض من القشرة المخيّة لا يستطيع إنتاج نماذج اكتفاء ذاتي من النشاط العصبيّ. تُعالج الإشارات الداخلة إلى الدارة في كل مرحلة في نظام تسلسليّ، ومن ثُمّ تُغادر. وكما كتب إيكلس وإيتو وسينتاغوثاي، «يُمثِّلُ هذا الاستبعاد في التصميم لكل احتماليات السلاسل الانعكاسيّة من الإثارة العصبونية هو بلا شك ميزة كبيرة في أداء المخيخ كحاسوب، لأن ما يتطلّبه باقي الجهاز العصبيّ من المخيخ ليس بعض المُخرجات التي تعبر عن عملية الدارات المعاكسة المُعقّدة في المخيخ، بل بدلاً من ذلك تتطلّب استجابة واضحة وسريعة لمُدخل أي مجموعة ما من المعلومات».[40]
2. التباعد والتقارب: في المخيخ البشريّ، تمتد المعلومات القادمة بمُدخلات 200 مليون ليف طحلبيّ إلى 40 مليار خليّة حبيبيّة، التي تتقارب أليافها الموازية التي تحمل مُخرجاتها بدورها إلى 15 مليون خلية بركنجي.[12] وبسبب الطريقة التي تصطف بها هذه الخلايا وطولانيَّاً، فقد تتلقَّى خلايا بركنجي العائدة لمنطقة مجهريّة واحدة والتي يُقارب عددها الألف، تتلقَّى هذه الخلايا مُدخلات من 100 مليون ليف موازي، وتقوم بتركيز مخرجاتها بدورها إلى مجموعة تقل عن 50 خلية نووية عميقة (خلية في نواة مخيخيّة عميقة).[27] وبالتالي فإن الشبكة المخيخيّة تتلقَّى عدد متواضع من المُدخلات وتقوم بمعالجتها على نطاق واسع من خلال شبكتها الداخليّة المنتظمة بدقّة، ومن ثُمّ ترسل النتائج عبر عدد محدود للغاية من خلايا المُخرجات.
3. النمطيّة: يُقسم الجهاز المخيخيّ وظيفيَّاً إلى وحدات مستقلّة، يتراوح عددها بين المئات إلى الآلاف، تمتلك جميع هذه الوحدات بنية داخلية متشابهة، ولكنها تختلف في المُدخلات والمُخرجات. تتكون الوحدة (حجرة مجهريّة عديدة المناطق في مصطلحات أبس وغارويتز) من مجموعة صغيرة من العصبونات في النواة الزيتونية السفليّة، ومن مجوعة من الشرائط الطوليّة الضيّقة من خلايا بركنجي في القشرة المخيخيّة (مناط مجهريّة)، ومن مجموعة صغيرة من العصبونات في إحدى النوى المخيخيّة العميقة. تتشارك الوحدات المختلفة المُدخلات من الألياف الطحلبيّة والألياف الموازية، ولكنها في أوجهٍ أخرى تبدو وكأنها تعمل بشكل مستقل، حيث يبدو أن مُخرجات إحدى هذه النماذج لا يؤثر بشكل واضح على نشاط الوحدات الأخرى.[27]
4. اللدونة: تكون المشابك بين الألياف المازية وخلايا بركنجي، وكذلك المشابك بين الألياف الطحلبيّة والخلايا النووية العميقة، كلاهما عرضة لتعديل قوتهما. في الوحدة المخيخيّة المفردة، تتقارب المُدخلات من ما بُقارب مليار ليف موازي إلى مجموعة تقل عن 50 خلية نووية عميقة، ويكون تأثير كل ليف مواز على هذه الخلايا النووية قابلاً للتعديل. ويعطي هذا الترتيب مرونة هائلة كافية لضبط العلاقة بين المُدخلات المخيخيّة والمُخرجات.[41]

### التعلم
هناك أدلة ملحوظة على أن المخيخ يلعب دوراً رئيسيّاً في بعض أنماط التعلُّم الحركيّ، فالمهمَّات التي يلعب فيها المخيخ هي المهات التي يكون من الضروري فيها أن تجري تعديلات دقيقة على الطريقة التي يتم تنفيذ الفعل بها. على أي حال، فإن هناك الكثير من الجدال حول ما إذا كان هذا التعلُّم يتمّ في المخيخ ذاته أو إن كان المخيخ يقوم بإرسال إشارات لتعزيز التعلُّم في بنى دماغيّة أخرى فقط. تُشتَقُّ معظم النظريات التي تتحدث عن دورة اتلعلُّم في المخيخ من أفكار دافيد مار وجايمس ألبوس، اللذان افترضا أن الألياف المتسلّقة تُوفّر إشارات تعليم تؤدي إلى تعديل مشبكيّ في المشابك بين الألياف الموازية وخلايا بركنجي. افترض مار أن مُدخل الليف الموازي سيُسبِّب تقوية مُدخلات الليف الموازي الذي فُعِّلَ بشكل متزامن. ومع ذلك، فإن معظم نماذج التعلّثم المخيخيّ اللاحقة على أي حال تتبع ألبوس في افتراض أن نشاط الليف الموازي سيكون إشارة خطأ وسيُسبِّب إضعاف مُدخلات الليف الموازي الذي فُعِّل بشكل متزامن. صاغت بعض هذه النماذج الأخيرة كنموذج فوجيتا للترشيح المتكيّف محاولات فهم وظيفة المخيخ من حيث نظرية التحكُّم الأمثل.

تم اختبار فكرة أن وظائف نشاط الليف المتسلِّق هي إشارة الخطأ في العديد من الدراسات التجريبيّة، وبينما دعمتها بعض هذه الدراسات، أدَّت دراسات أخرى إلى الشكّ بهذه الفكرة. ففي دراسة رائدة أجراها غيلبرت وتاتش عام 1997، أظهرت خلايا بركنجي عند القردة تتعلَّم مهمة الوصول، أظهرت هذه الخلايا نشاط شوكيّ معقَّد، والذي من المعروف أنه يشير بشكل موثوق إلى نشاط مُدخلات الألياف المتسلّقة للخلايا، أظهرت خلايا بركنجي هذا النشاط خلال فترات كان الأداء فيها ضعيفاً. لاحظت دراسات عديدة حول التعلُّم الحركيّ عند القطط أن نشاطاً شوكيَّاً مُعقَّداً يحدث عند حدوث عدم تطابق بين حركة مقصودة والحركة التي نُفِّذت بالفعل. فيما وجدت دراسات حول المنعكس الدهليزيّ-العيني (و التي تؤدي لاستقرار الصورة البصريّة على الشبكيّة عند جركة الرأس) أن نشاط الألياف المتسلّقة أشار إلى «زلة الشبكيّة» وإن لم يكن بطريقة واضحة جداً.

أحد أكثر المهام المخيخيّة دراسةً هو نموذج تكيُّف طرفة العين، والذي يُترافق فيه منبّه مشروط محايد كالنغمة أو الضوء مع منبّه غير مشروط كنفخة الهواء، فيثيران معاً استجابة الطرفة. بعد التعرُّض للمنبّهات الشرطيّة وغير الشرطيّة، سيثير في النهاية المنبّه الشرطيّ قبل المنبه غير الشرطيّ استجابة شرطيّة. أظهرت التجارب أن الآفات المتوضعة إما في جزء خاص من النواة المتداخلة (أحد النوى المخيخيّة العميقة) أو في نقاط محدّدة قليلة في القشرة المخيخيّة ستلغي تعلُّم استجابة الطرفة المؤقتة شرطيَّاً.إذا تم تثبيط مُخرجات المخيخ دوائيَّاً مع ترك المُدخلات والدارات داخل المخيخيّة سليمةً، سيحدث التعلُّم حتى في حالة فشل الحيوان في إظهار أي استجابة، بينما إذا كانت الدارات داخل المخيخيّة مُعطَّلة فلن يحدث أي تعلُّم. هذه الحقائق مجتمعة تعطي دليلاً قويًَّ أن التعلُّم في الواقع يحدث داخل المخيخ.

### نظريات ونماذج حسابية

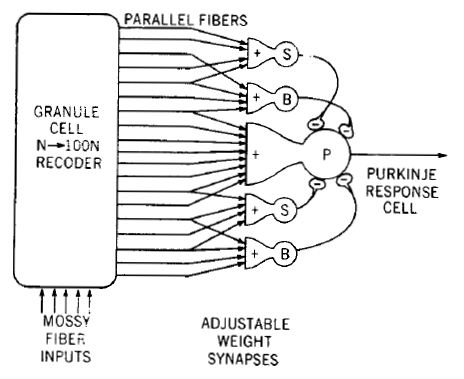
نموذج البيرسيبتون المخيخيّ الذي صاغه جايمس ألبوس

أدَّت المعرفة الواسعة حول البنية التشريحية والوظائف السلوكيّة للمخيخ إلى تأسيس أرضية خصبة لتأسيس النظريَّات، ويبدو أن وظائف المخيخ تحظى بأكبر عدد من النظريات التي تشرحها أكثر من أي جزء دماغيّ آخر. يمكن تمييز هذه النظريات وتصنيفها إلى «نظريات التعلُّم» و«نظريّات الأداء»، فيفصل هذا التمييز بين النظريات التي تتحدَّث عن اللدونة المشبكيّة داخل المخيخ والتي تُمثِّل دوره في عملية التعلُّم، بمقابل النظريات التي تتحدَّث عن أوجه النشاط الجاري على أساس عملية التأشير المخيخيّ. شُكِّلت نظريات عديدة من كلا النوعين كنماذج رياضيّة وللمحاكاة باستخدام الحاسوب.

من المرجَّح أن تكون أول نظريات «الأداء» فرضيّة «خط التأخير» لفالنتينو برايتنبرج. افترضت النظرية الأصلية من قِبل برايتنبرج وروجر أتوود عام 1958 أن الانتشار البطيء للإشارات على طول الألياف الموازية يفرض تأخيرات يمكن التنبؤ بها مما يسمح للمخيخ بتحديد علاقات الوقت ضمن إطار معيّن.
لا تدعم البيانات التجريبية الشكل الأصلي من النظرية، ولكن برايتنبرج استمر في المجادلة ولكن بأشكال معدَّلة. بينما أيَّد ريتشادر إفري الفرضيّة القائلة بأن المخيخ يخدم بشكل أساسيّ كجهاز للتوقيت. هناك نظرية «أداء» أخرى مؤثرة هي نظريّة الشبكة الموتّرة لبيلونسيز وليناس، والتي قدَّمت صياغة رياضيّة متقدّمة لفكرة أن الحساب الأساسيّ الذي يُنفَّذ في المخيخ يتم بغية تحويل الإحساس إلى إحداثيات للحركة.

أما النظريات في تصنيف «التعلُّم» مُستمدّة بأكملها من منشورات مار وألبوس. افترض مار في ورقة نشرها عام 1969 أن المخيخ أداة للتعلُّم لربط حركات عنصريّة (مُشتَقَّة من عنصر وليس من التمييز العنصري) مُشفَّة بالألياف المتسلّقة مع مُدخلات الألياف الطحلبيّة التي تُشفِّر المحتوى الحسيّ. بينما افترض ألبوس عام 1971 أن خلية بركنجي المخيخيّة تعمل كبيرسيبترون، وهو أداة تعلُّم تجريديّة مستوحاة عصبيَّاً. إن الفارق الأساسيّ بين نظرية مار ونظرية ألبوس هي أن مار قد افترض أن نشاط الليف المتسلّق سيُسبِّب تقوية مشابك الألياف المتوازية، بينما افترض ألبوس أنها ستؤدي لإضعافها. كما صاغ ألبوس نسخته كخورازمية برمجيّة دعاها CMAC (اختصار العبارة Cerebellar Model Articulation Conroller) والتي اختبرت في العديد من التطبيقات.

## التروية الدموية
يُزوَّد المخيخ بالدم من ثلاثة شرايين رئيسية مزدوجة: الشريان المخيخي العلوي والشريان المخيخي السفلي الأمامي والشريان المخيخي السفلي الخلفي. يُروّي الشريان المخيخي العلوي المنطقة العلوية من المخيخ، وينقسم على السطح العلوي ليتفرَّع داخل الأمام الحنون حيث تتفاغر الفروع مع تلك القادمة من الشريانين المخيخين السفليين الأمامي والخلفي. بينما يُروّي الشريان المخيخيّ السفليّ الأمامي الجزء الأمامي من السطح السفلي للمخيخ. بينما يصل الشريان المخيخي السفليّ الخلفيّ إلى السطح السفلي من المخيخ، حيث ينقسم إلى فرع أنسي وفرع وحشي، يستمر الفرع الأنسي إلى الخلف إلى الثلمة المخيخيّة بين نصفي الكرة المخيخيّة، بينما يُروّي الفرع الوحشيّ السطح السفليّ من المخيخ بالقرب من الحافة الوحشيّة، حيث يتفاغر مع الشريان المخيخيّ العلويّ والشريان المخيخيّ السفليّ الأماميّ.

## الأهمية السريرية

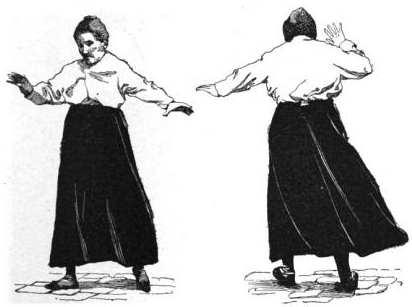
رسم يعود إلى عام 1912 لامرأة تسير بشكل مضطرب بسبب مرض مخيخيّ

تتسبب أذية المخيخ غالباً بأعراض مرتبطة بالحركة، تعتمد تفاصيل الأعراض على أي جزء من المخيخ أُصيب ومدى الأذية التي تعرَّض لها. فأذية الفص الندفي العقدي ستتظاهر كخسارة التوازن بالإضافة إلى السير المضطرب مع صعوبة في الوقوف بسبب صعوبة التوازن. أما أذية المنطقة الجانبية تُسبِّب مشاكل في الحركات المُخطط لها والإراديّة المتعلقة بالمهارات، وتتظاهر هذه الأذية كحدوث أخطاء في الاتجاه والقوة والسرعة وسعة الحركات. وتشتمل المظاهر الأخرى نقص التوتر والرتة (مشاكل في تشكيل الكلام) وخلل القياس (مشاكل في الحكم على المسافات أو نطاق الحركات) وخلل تناوبية الحركات (عدم القدرة على أداء حركات متناوبة سريعة كالمشي مثلاً) وضعف اختبار المنعكسات أو ظاهرة الارتداد، والرعاش القصديّ (حركة غير إرادية تحدث بسبب تقلُّصات متناوبة من المجموعات العضلية المعاكسة). قد تؤدي الأذية في القسم الموجود على الخط المتوسط إلى تعطُّل حركات الجسم بأكمله، بينما تُسبِّب الأذية بالاتجاه وحشيَّاً إلى تعطيل الحركات الدقيقة لليدين أو الأطراف. أذية الجزء العلوي للمخيخ تميل إلى التَّسبُّب اختلالات المشي والمشاكل الأخرى بتسيق الساق، بينما تُرجّح أذية الجزء السفلي حدوث حركات غير مُنَسَّقة أو سيئة الهدف للذراعين واليدين، فضلاً عن صعوبات السرعة. يُسمى مجموع الأعراض السابقة بالرنح.

لتحديد المشاكل المخيخيّة، يُجرى فحص عصبي يتضمَّن تقييم المشي (يدلّ السير بمدى واسع على الرنح)، واختبار تصويب الإصبع، وتقييم الوضعيّة. فإذا ما تم الإشارة إلى خلل وظيفي في المخيخ، يمكن إجراء تصوير بالرنين المغناطيسي للحصول على صورة مُفصَّلة لأي طارئ على أي بنية دماغيّة.

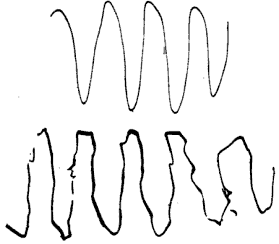
يظهر السطر السفلي محاولة مريض بمرض في المخيخ أن يُقلِّد السطر الأعلى.

قائمة المشاكل الطبيّة التي من الممكن أن تؤدي إلى أذية في المخيخ طويلة، وتتضمَّن السكتة والنزف والتورُّم الدماغي (وذمة دماغيّة) والأورام والصدمة البدنيّة كإصابات الأعيرة الناريّة أو المتفجِّرَات، بالإضافة إلى الحالات الهضميّة المزمنة كالضمور الزيتوني الجسري المخيخي. بعض أشكال الصداع النصفيّ قد تؤدي أيضاً إلى خلل وظيفي مؤقت في المخيخ، متغيّر الشدّة. قد تؤدي العدوى أيضاً إلى أذيّة مخيخيّة في بعض الحالات كالأمراض البريونيّة (اعتلال دماغي إسفنجي معدي) ومتلازمة ميلر-فيشر وهي تنوُّع لمتلازمة غيلان-باريه.

### مع التقدم بالعمر
يتغير المخيخ البشريّ مع التقدُّم بالعمر. قد تختلف هذه التغيُّرات من التغيُّرات التي تطرأ على أجزاء أخرى من الدماغ. المخيخ أصغر (عُمريَّاً) منطقة من الدماغ (و من الجسم كذلك) عند المئويّ (البالغ من العمر مئة عام) طبقاً لوسام حيوي متعلّق بالتخلُّق المتوالي لعمر الأنسجة يُعرف بساعة التخلُّق المتوالي، حيث يصغر المخيخ بخمسة عشر عاماً عما هو مُتوقَّع عند المئوي (الشخص البالغ من العم مئة عام). أبعد من ذلك، فإن نماذج التعبير الجيني في مخيخ البشر تُظهر معدلاً أقل من التبدُّلات المرتبطة بالعمر من تلك التي تحدث في القشرة المخيّة. وقد ذكرت بعض الدراسات انخفاضاً في أعداد الخلايا أو حجم النسيج، ولكن كميّة البيانات المرتبطة بهذا الموضوع ليس كبيرة جداً.

### الاضطرابات التطورية والتنكسية

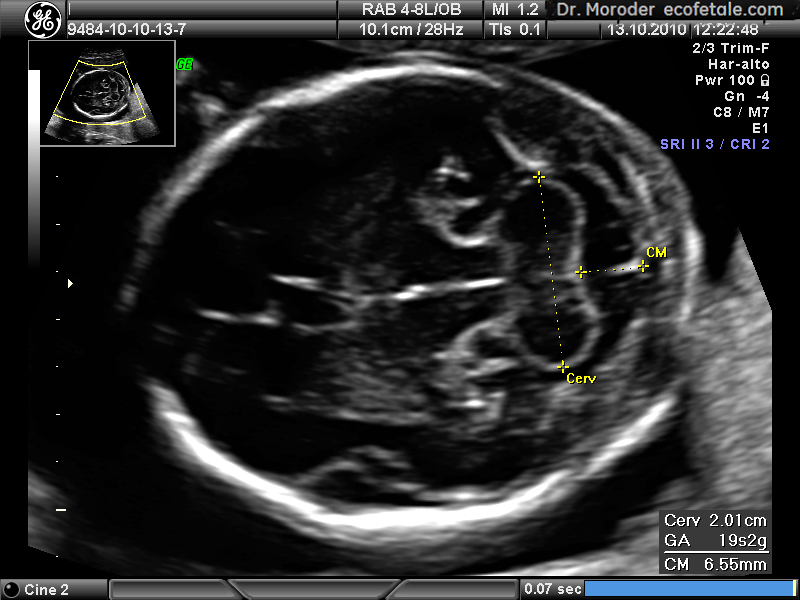
صورة بالأمواج فوق الصوتيّة لرأس الجنين في الأسبوع 19 من الحمل بمقطع محوري معدَّل، تُظهر الصورة المخيخ الجنيني الطبيعي والصهريج الكبير

يمكن أن تؤثر التشوُّهات الخَلقيّة والأمراض الوراثية والظروف المكتسبة بالبنية المخيخية وبالتالي أن تؤثر في وظيفة المخيخ. وعلى الأقل إذا كانت الحالة المُسبِّبة غير قابلة للتراجع، فإن العلاج الممكن الوحيد هو مساعدة الناس على التعايش مع مشاكلهم. يمكن استخدام تصوير المخيخ عند الجنين بين الأسبوعين 18 إلى 20 من الحمل لتحرِّي عيوب الأنبوب العصبيّ الجنيني مع حساسيّة لهذا الاختبار تصل حتَّى 99%.

في حالة التطور (التنامي) الطبيعيّ، يحفَّز تأشير القنفذ الصوتيّ الذاتيّ الانتشارَ السريع لأسلاف الخلايا العصبيّة الحبيبيّة المخيخيّة في الطبقة الحبيبيّة الخارجية. يحدث التطوُّر المخيخيّ خلال فترة متأخرة من التخلُّق الجنينيّ وفترة باكرة من ما بعد الولادة، بتوضُّع السلائف العصبيّة الحبيبيّة المخيخيّة في الطبقة الحبيبيّة الخارجيّة خلال التنامي الباكر (لسبعة أيام بعد الولادة عند الفئران). وبتمايز السلائف العصبيّة الحبيبيّة المخيخيّة إلى لخايا حبيبيّة مخيخيّة (تُدعى أيضاً العصبونات الحبيبيّة المخيخيّة) فإنها تهاجر إلى الطبقة الحبيبيّة الداخليّة، مُشكِّلَةً المخيخ الناضج (بحلول اليوم 20 بعد الولادة عند الفئران). الطفرات التي تفعّل بشكل شاذ تأشير القنفذ الصوتيّ تؤهِّب للإصابة بسرطان المخيخ (الوم الأرومي النخاعيّ) عند البشر بالإضافة إلى متلازمة غورلين في نماذج الفأر المُعدَّل وراثياً. التشوُّه الخلقيّ أو تخلُّف (نقص تنسُّج) الدودة المخيخيّة سمةٌ لكلٍ من متلازمة داندي-ووكر ومتلازمة جيوبرت. وفي حالات نادرة جداً، يغيب المخيخ بالكامل. بينما تؤدي الاضطرابات العصبيّة لوراثية متلازمة ماتشادو-جوزيف ورنح توسع الشعيرات وترنح فريدريك، تؤدي هذه الاضطرابات السابقة إلى تنكس عصبي تدريجي مرتبط بخسارة مخيخية. ويمكن لتشوُّهات الدماغ الخلقيّة خارج المخيخ أن تُسبِّب فتقاً في النسيج المخيخيّ، كما يُرَى في بعض أشكال تشوه آرنولد خياري.

و تشمل الحالات الأخرى التي ترتبط ارتباطاً وثيقاً بتنكُّس المخيخ اضطرابات عصبيّة متقدّمة مجهولة السبب كالضمور الجهازي المتعدد ومتلازمة رامساي هانت النمط الأول، والأمراض المناعة الذاتية المُسمَّى التحلل المخيخي المصاحب للورم، والذي تثير فيه الأورام في أي جزء من الجسم استجابةً مناعيّة تُسبِّب خسارة عصبونيّة في المخيخ. كما يمكن أن ينتج ضمور المخيخ عن نقص حاد في فيتامين ب1 (الثيامين) كما يُرى في حالات بري بري وفي متلازمة فيرنيك-كورساكوف، أو من نقص فيتامين إي E.

و قد لوحظ ضمور مخيخي في العديد من الاضطرابات العصبيّة بما فيها داء هنتنغتون والتصلُّب المتعدد، والرعاش مجهول السبب والصرع الرمعي العضلي المترقي ومرض نيمان-بيك. كما يمكن أن يحدث الضمور المخيخي كنتيجة للتعرُّض للسموم التي تتضمن المعادن الثقيلة أو الأدوية أو العقارات النفسية.

### الألم
هناك إجماع عام على اشتراك المخيخ في معالجة الألم. يتلقى المخيخ مُدخلات الألم من كل المسارات القشريّة-المخيخيّة الهابطة والشوكيّة-المخيخيّة الصاعدة، وذلك عبر النوى الجسريّة والزيتونيّة السفليّة. بعض هذه المعلومات يُنقل إلى الجهاز الحركيّ مما يؤدي إلى تجنُّب حركيّ واعي للألم، متدرِّج وفقاً لشدة الألم.

يُعتقد أن مُدخلات الألم المباشرة، وغير المباشرة أيضاً، تُقدِّم للحثّ على سلوك تجنُّب الألم على المدى الطويل والذي يؤدي بدوره إلى تغييرات في الموقف المزمن، وبالتالي فهي تساهم في إعادة نمذجة النوى الدهليزيّة وو نوى الحس العميق تشريحيّاً ووظيفيَّاً. وكنتيجة لهذا، فإن ألم الاعتلال العصبي المزمن يمكن أن يؤدي إلى إعادة تشكيل تشريحيّة للدماغ الخلفيّ، بما في ذلك المخيخ. تُشير حجم إعادة التشكيل هذه وتحريض واسمات السلائف العصبيّة، تشيران إلى مساهمة التنشؤ العصبي عند البالغين في هذه التغييرات.

## التشريح المقارن والتطور

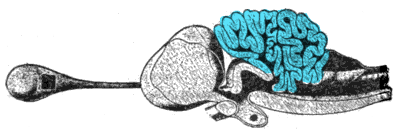
مقطع معترض في الدماغ لأسماك بُربِيجَل الشبيه بأسماك القرش، ويبدو المخيخ مُلوَّناً باللون الأزرق

تشابه دارات المخيخ في جميع أصناف (طوائف) الفقاريات، بما في ذلك الأسماك والزواحف والطيور والثدييات. هناك أيضاً بنية دماغيّة مناددة عند رأسيات الأرجل التي تتمتع بأدمغة متطوِّرة جيداً، كما هو الحال في الأخطبوط. وقد اِتُخذ هذا دليلاً على أن المخيخ يؤدي وظائف مهمة في جميع الأنواع الحيوانية التي تشتمل على دماغ.

هناك تنوُّع ملحوظ في حجم وشكل المخيخ في مختلف أنواع الفقاريات. ففي البرمائيات يكون المخيخ قليل التطوُّر، أما في الجلكيات والأسماك المخاطية فيمكن بالكاد تمييز المخيخ عن جذع الدماغ. على الرغم من أن المخيخ الشوكيّ حاضر في هذه المجموعات، إلا أن البنى الرئيسية صغيرة وهناك نوى مزدوجة مرتبطة بالمخيخ الدهليزيّ. يكون المخيخ أكبر قليلاً في الزواحف، وأكبر بشكل ملحوظ في الطيور، أكبر من ذلك في الثدييات. يكون الفصان المزدوجان الكبيران عند البشر مثاليَّان في حالة الثدييات، ولكن المخيخ عموماً عبارة عن فص متوسط مفرد في المجموعات الأخرى، وإما أن يكون المخيخ ناعماً أو مثلمَّاً إلى حدٍ ما. في الثدييات، يُمثِّل المخيخ الحديث (الجديد) الجزء الرئيسي من المخيخ من ناحية الكتلة، ولكن في الفقاريات الأخرى يُمثل المخيخ الشوكيّ تقليديَّاً الجزء الأكبر من المخيخ كتليَّاً.

يكون المخيخ في الأسماك الغضروفية والعظميّة كبيراً للغاية ومُعقَّداً، ويختلف المخيخ عندها على الأقل في وجهٍ واحد عن المخيخ عند الثدييات وهو بنيته الداخليّة، فمخيخ الأسماك لا يحتوي على نوى مخيخيّة عميقة منفصلة. وبدلاً من ذلك، فإن الأهداف الأولية لخلايا بركنجي نمط منفصل من الخلايا المنتشرة عبر القشرة المخيخيّة، وهو نمط لا يُرى في الثدييات. في الأسماك القنوميّة (عائلة من أسماك المياه العذبة الحساسة كهربائياً بشكل ضعيف)، يكون المخيخ أكبر من بقية أجزاء الدماغ مجتمعةً. ويكون الجزء الأكبر منه بنية خاصة تُدعى الشُرفة وتتلقَّى هذه البنية أكثر من مُدخلاتها من نظام كهربائي سطحيّ.

السمة المميّزة لمخيخ الثدييات هي توسُّع الفصوص الجانبيّة، التي تحدث تفاعلاتها الرئيسية مع القشرة المخية الحديثة. بتطوُّر السعادين Monkeys إلى قردة عليا Great apes، استمر توسُّع الفصوص الجانبيّة للمخيخ وذلك مترافقاً مع توسُّع الفص الجبهيّ للقشر الجديد. في الأسلاف الإنسانيّة، وفي الإنسان العاقل حتى العصر البليستوسيني الأوسط، استمر المخيخ بالتوسُّع، ولكن الفص الجبهيّ توسَّع بسرعة أكبر. ومع ذلك، فإن الفترة الأخيرة من التطوُّر البشريّ قد ارتبطت بالفعل بزيادة الحجم النسبيّ للمخيخ، حيث انخفض حجم القشر الجديد إلى حدٍ ما بينما توسَّع المخيخ. ازداد حجم المخيخ البشريّ مُقارنة بباقي أجزاء الدماغ، بينما انخفض حجم المخ مع حدوث كلٍّ من تطوُّر وإنجاز المهام الحركيّة والمهارات البصريّة-المكانيّة والتعلُّم في المخيخ، ويُعتقد أن للمخيخ شكل من أشكال الارتباط بالقدرات البشرية المعرفية الأرقى. ويُقدَّر حجم نصف الكرة المخيخيّة عند البشر والقردة بحوالي 2.7 أضعاف حجمها عند السعادين. لا يمكن تفسير هذه التغيُّرات في حجم المخيخ بزيادة الكتلة العضليّة. فهذه التغييرات تُظهر أنه إما أن تطوُّر المخيخ مرتبط بشكل وثيق ببقية الدماغ أو أن الأنشطة الطبيعية التي تحدث في المخيخ كانت هامة خلال تطوُّر القردة العليا. وبسبب دور المخيخ في الوظائف المعرفيّة، من الممكن أن يكون التوسُّع في حجم المخيخ قد لعب دوراً في توسُّع الوظائف المعرفيّة.

### بنى شبيهة بالمخيخ
تمتلك معظم أنواع الفقاريات مخيخاً وبنية أو أكثر شبيهةً بالمخيخ، وتُمثِّل منطقة دماغية تشابه المخيخ من حيث الهندسة الخلويّة والكيميائية العصبيّة. تُمثِّلُ النواة القوقعيّة الظهريّة البنية الوحيدة الشبيهة بالمخيخ الموجودة عند الثدييات، وهي عبارة عن نواة أو نواتين من النوى الحسيّة الأوليّة التي تتلقَّى بشكل غير مباشر العصب السمعيّ. تكون النواة القوقعية الظهرية ذات طبقات، وتكون الطبقة السفلى محتويةً على خلايا حبيبيّة شبيهة بتلك الموجودة في المخيخ، وتنبثق من هذه الخلايا الحبيبيّة الألياف الموازية التي تصعد إلى الطبقة السطحيّة وتسافر عبرها أفقيَّاً. تحتوي الطبقة السطحيّة على مجموعة من العصبونات التي تُدعى الخلايا العجليّة التي تُمثِّل خلايا بركنجي تشريحيَّاً وكيميائيّاً، حيث أنها تتلقّى مُدخلات الليف الموازي، ولكنها لا تمتلك أي مُدخلات تُماثل الألياف المتسلّقة. مُخرجات عصبونات النواة القوقعيّة الظهريّة هي الخلايا الهرميّة. وهي تماثل خلايا بركنجي في بعض النواحي، فهي تحتوي على أشجار تغصنيّة سطحيّة مسطّحة شائكة، تتلقَّى مُدخلات الليف الموازي، ولكنها تمتلك أيضاً تغصُّنات قادعيّة لتتلقّى مُدخلات من ألياف العصب السمعيّ، التي تسافر عبر العقدة القوقعية الظهرية في مسار من زوايا قائمة إلى الألياف الموازية. تكون العقدة القوقعية الظهرية متطورة بشكل عالٍ في القوارض والحيوانات الصغيرة الأخرى، بينما تكون متراجعة إلى حدٍ كبير في الرئيسيات. ما تزال وظيفتها غير مفهومة جيداً، ولكن التكهُّنات الشائعة تدور حول ارتباطها السمع المكاني بطريقة أو بأخرى.

تمتلك معظم أنواع الأسماك والبرمائيات نظام الخط الجانبيّ الذي يتحسَّس أمواج الضغط في الماء. وتمتلك أحد مناطق الدماغ لديها وهي النواة الثامنة الوحشيّة المتوسطة the medial octavolateral nucleus التي تتلقَّى مُدخلات رئيسية من عضو الخط الجانبي، وتشتمل هذه البنية الدماغية خلايا حبيبيّة وأليافاً موازية. وفي الأسماك الحساسة كهربائياً، ينتقل المُدخل من الجهاز الحساسا كهربائياً إلى النواة الثامنة الجانبية الظهرية التي تمتلك أيضاً بنية شبيهة بالمخيخ. وفي شعاعيات الزعانف (التي تمثّل حتى الآن أكبر مجموعة) فإن الخيمة البصريّة تشتمل على طبقة، الطبقة الهامشيّة تُمثِّل المخيخ.

تبدو جميع هذه البنى الشبيهة بالمخيخ وكأنها مرتبطة بالحس بالمقام الأول بدلاً من كونها مرتبطة بالحركة. تمتلك جميع البنى السابقة خلايا حبيبيّة تنبثق منها ألياف موازية ستثل بين عصبونات شبيهة بخلايا بركنجي ومشابك قابلة للتعديل، ولكن لا تمتلك أيٌّ منها ألياف متسلِّقة شبيهة بتلك الموجودة في المخيخ، وبدلاً من ذلك تتلقَّى المُدخلات المباشرة من أعضاء الحس المحيطية. لم تشرح وظيفة أي منها حتى الآن، ولكن التكهُّنات الأكثر تأثيراً تتحدَّث عن كونها تخدم بنقل المُدخلات الحسيّة في بعض الطرق المطوّرة، ربما للتعويض عن التغيرات في وضعية الجسم. في الحقيقة، قد جادل جايمس إم. بور وآخرون في أن المخيخ بذاته في الأساس بنية حسيّة، معتمدين جزئياً على أساس هذه البنى، وجزئياً على أساس الدراسات المخيخيّة، وأنه ساهم في التحكّم الحركيّ عبر تحريك الجسم وهي طريقة تتحكّم في الإشارات الحسيّة الناتجة. وعلى الرغم من وجهة نظر بور، إلا أن هناك أدلة قوية على أن المخيخ يؤثر بشكل مباشر على المخرجات الحركية في الثدييات.

## التاريخ

### وصف المخيخ
استطاع أقدم علماء التشريح التعرُّف على المخيخ، وذلك بسبب مظهره المُمَيَّز. وصف أرسطو وهيروفيلوس (نقلاً عن جالينوس) المخيخ بالمصطلح parencephalis بعكس المصطلح encephalon الذي وُصف به الدماغ. وصل إلينا وصف جالينوس الواسع، وهو أقدم وصف متبقي، تكهَّن فيه جالينوس بأن المخيخ كان مصدر الأعصاب الحركيّة.

لم تحدث تطوُّرات هامّة أخرى حتى حلول عصر النهضة. ناقش أندرياس فيزاليوس المخيخ بشكل مختصر، كما وصف توماس ويليس تشريح المخيخ بشكل أوسع عام 1664. أُجريت المزيد من الأعمال التشريحيّة بهذا الشأن خلال القرن الثامن عشر، ولكن لم تظهر رؤية لوظيفة المخيخ حتى أوائل القرن التاسع عشر. وجد لويجي رولاندو عام 1809 أن أذيّة المخيخ تؤدي إلى اضطرابات حركيّة. كما أجرى جاين بيير فلورنس في النصف الأول من القرن التاسع عشر أعمال تجريبيّة مُفصَّلة خلص من خلالها إلى أن الحيوانات التي لديها أذيّة مخيخيّة يمكن أن تستمر بالحركة ولكنها تخسر تنسيق الحركات (أي أنها تقوم بحركات غريبة وترتبك أثناء المشي وتضعف عضليَّاً)، وأنها يمكن أن تتعافى بعد الآفة بشكل شبه كامل ما لم تكن الآفة واسعة جداً. بحلول بدايات القرن العشرين، أصبح فكرة كون الوظيفة الرئيسيّة للمخيخ ترتبط بالتحكُّم الحركيّ مقبولة على نحوٍ واسع، جديرٌ بالذكر أنه خلال النصف الأول من القرن العشرين ظهرت العديد من عمليات الوصف المُفصَّلة للأعراض السريريّة المترافقة مع مرض مخيخيّ عند البشر.

### أصل التسمية
اسم cerebellum باللغة اللاتينيّة والذي يعني المخيخ مُشتَّق من كلمة cerebrum والتي تعني الدماغ، ويُمكن ترجمتها حرفيَّاً إلى «الدماغ الصغير». الاسم اللاتينيّ ترجمةٌ مباشرة للكلمة الإغريقيّة القديمة παρεγκεφαλίς (parencephalon) والتي استُخدمت في أعمال أرسطو، وهو أول كاتب معروف وصف هذه البنية (المخيخ). لا يوجد أي اسم آخر مُستخدم في أدب اللغة الإنجليزيّة، ولكن تاريخيَّاً اِستُخدمت مجموعة من الأسماء المُشتقَّة من الإغريقيّة أو اللاتينيّة، بما في ذلك cerebrum parvum، وencephalion،encranion، cerebrum posterius،،parencephalis،